# Эгрефёй
Эгрефёй (фр. Aigrefeuille, окс. Crefuèlha) — коммуна во Франции, находится в регионе Юг — Пиренеи. Департамент — Верхняя Гаронна. Входит в состав кантона Ланта. Округ коммуны — Тулуза.
Код INSEE коммуны — 31003.

## География

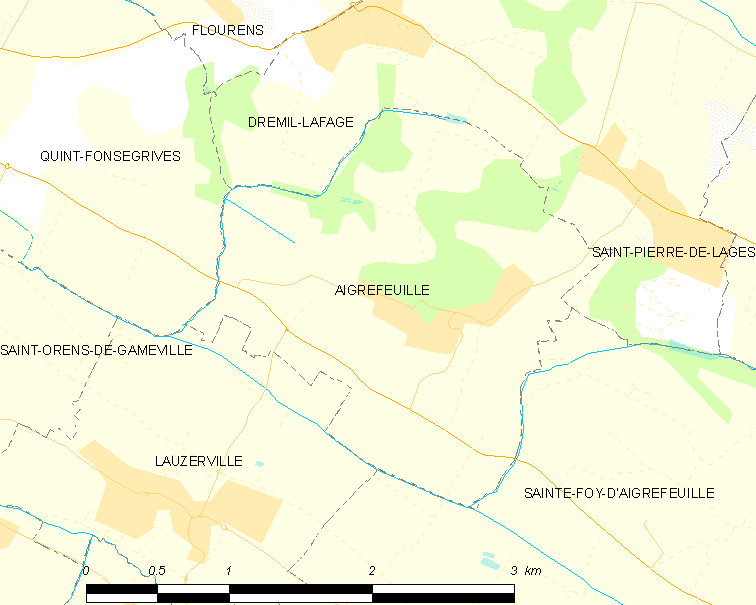
Карта коммуны

Коммуна расположена приблизительно в 590 км к югу от Парижа, в 13 км к востоку от Тулузы.
По территории коммуны протекает река Сон.

## Климат
Климат умеренно-океанический. Зима мягкая и снежная, весна характеризуется сильными дождями и грозами, лето сухое и жаркое, осень солнечная. Преобладают сильные юго-восточные и северо-западные ветры.

## Население
Население коммуны на 2010 год составляло 1077 человек.
| 1962 | 1968 | 1975 | 1982 | 1990 | 1999 | 2010 |
| ---- | ---- | ---- | ---- | ---- | ---- | ---- |
| 99   | 124  | 135  | 172  | 245  | 577  | 1077 |

## Администрация
| Период | Период | Фамилия              | Партия                  | Примечания |
| ------ | ------ | -------------------- | ----------------------- | ---------- |
| 2001   | 2004   | Крисоф Жий           | Разные левые            |            |
| 2004   | 2008   | Женевьева Танголетто | Разные левые            |            |
| 2008   | 2020   | Брижит Кальве        | Социалистическая партия |            |

## Экономика
В 2010 году среди 744 человек трудоспособного возраста (15—64 лет) 589 были экономически активными, 155 — неактивными (показатель активности — 79,2 %, в 1999 году было 82,2 %). Из 589 активных жителей работалИ 555 человек (281 мужчина и 274 женщины), безработных было 34 (16 мужчин и 18 женщин). Среди 155 неактивных 99 человек были учениками или студентами, 25 — пенсионерами, 31 были неактивными по другим причинам.

## Достопримечательности
- Церковь Св. Иулиана
- Замок Эгрефёй